# Pardosa kalpiensis
Espèce
Pardosa kalpiensis est une espèce d'araignées aranéomorphes de la famille des Lycosidae.

## Distribution
Cette espèce est endémique du Madhya Pradesh en Inde,.

## Description
La femelle holotype mesure 5,90 mm.

## Étymologie
Son nom d'espèce, composé de kalpi et du suffixe latin -ensis, « qui vit dans, qui habite », lui a été donné en référence au lieu de sa découverte, Kalpi.

## Publication originale
- Gajbe, 2004 : Studies on some spiders of the family Lycosidae (Araneae: Arachnida) from Madhya Pradesh, India. Records of the Zoological Survey of India, Occasional Paper, no 221, p. 1-40 (texte intégral).